# Ортенберг, Дмитрий Львович
Дмитрий Львович Ортенберг (1885 — после 1941) — русский и советский геолог и горный инженер, один из пионеров магнитометрических исследований в стране, заведующий Московским представительством Геолкома[когда?].

## Биография
Родился в 1885 году в Харьковской губернии. Учился в Харьковском технологическом институте (до 1907), не окончив его, продолжил обучение за границей. Учился в Горной академии в Леобене (Австро-Венгрия), окончил её в 1911 г., после этого стажировался в Мюнхенском университете в 1911—1912 гг., специализируясь на «микроскопии горных работ».
По возвращении в Россию пытался найти работу в Геолкоме, но безуспешно, в 1913 г. устроился инженером на каменноугольный рудник в Лисичанске. В том же году обратился к В. И. Вернадскому, прося содействия в трудоустройстве, письмо сохранилось в фондах РАН.
Позже работал на Урале, там увлёкся магнитометрией, 30 апреля 1916 г. делал доклад «о новом методе изыскания магнитных руд» на заседании Уральского общества любителей естествознания. Газета «Зауральский край» написала, что «докладчик познакомил слушателей с новым аппаратом „магнитометром“, с помощью которого можно определять глубину залегания и мощность тела магнитного железняка … Докладчик демонстрировал прибор и чертежи. После Ортенберга выступили оппоненты. Обсуждение затянулось до 12 часов ночи».
26 октября 1919 г. прошёл по конкурсу в Уральский горный институт, став доцентом по магнитометрии, одновременно работал инспектором Уральского областного отдела. 30 апреля 1920 г. выступил на заседании Совета геологоразведочного факультета УГИ с заявлением о результатах преподавания курса магнитометрии. Члены Совета одобрили работу Ортенберга и постановили издать его «Практический очерк изыскания магнитных руд с помощью магнитометра Тиберга-Талена». Более того, Совет счёл необходимым предоставить ему при первой возможности командировку в Швецию для изучения там опытов применения магнитометрии и электрометрии, а летом — в Москву для ознакомления с результатами геофизических исследований в районе Курской магнитной аномалии (КМА).
С 1920 года — в Москве, преподаватель кафедры разведочного дела и пластовых полезных ископаемых геологоразведочного факультета Московской горной академии, доцент. Читал курс разведочного дела. В 1921 году как специалист в магнитометрии вместе с профессором Г. В. Ключанским включен в состав Комиссии по изучению Курской Магнитной Аномалии от Московской горной академии. По воспоминаниям В. А. Костицина, вместе с Г. В. Ключанским и представителем Горного управления ВСНХ Кисельниковым конфликтовал с П. П. Лазаревым и А. Д. Архангельским.
В конце 1920-х годов — старший инженер Научно-технического совета горнорудной промышленности ВСНХ, заведующий Московским представительством Геолкома. В Москве проживал по адресу: Малый Кисловский переулок д. 1. кв. 5.

### Репрессии
Арестован 13 декабря 1928 по обвинению в принадлежности к контрреволюционной и шпионской организации в Геологическом комитете («Дело Геолкома»). Виновным себя не признал. Постановлением коллегии ОГПУ приговорён 9 августа 1929 по ст. 58, п. 7 к 3 годам ссылки в Сибирь. Постановлением коллегии ОГПУ от 23 октября 1931 выслан на оставшийся срок в Казахстан для работы на Алмалыкстрое. По отбытии срока ссылки постановлением коллегии от 2 января 1932 лишён права проживания в 12 пунктах и Уральской обл. «с прикреплением к Казахстану» сроком на 3 года. Это постановление было отменено 5 января 1932 с заменой на право свободного проживания.
В октябре 1941 был обвиняемым по делу № 526088 (УНКВД Московской обл.), после чего каких-либо сведений о Д. Л. Ортенберге не имеется.[уточнить]

## Избранные труды
- Ортенберг Д. Л. Очерк Дашкесанского месторождения железных руд по данным магнитометрической съёмки 1923 и 1924 гг. : С 5 карт. — М.-Л.: Геол. изд-во, 1930.
- Поиски и разведка рудных месторождений / Пер. со 2-го англ. изд. горн. инж. Д. Л. Ортенберг; В обработке и с пред. проф. А. Я. Гиммельфарба. — М.-Л.: ОГИЗ — Гос. науч.-техн. изд-во, 1931.